# 모리야마정 (나가사키현)
모리야마정(森山町)은 나가사키현 기타타카키군의 옛 정이다. 2005년 3월 1일에, 이사하야 시·이모리 정·다카키 정·고나가이정·다라미 정과 합병해 새로운 이사하야시의 일부가 되었다.

## 역사
- 1889년 4월 1일 - 정촌제 시행에 의해 기타타카키군 모리야마촌이 성립하였다.
- 1969년 4월 1일 - 정으로 승격해 모리야마정이 되었다.
- 2005년 3월 1일 - 이사하야시·이모리정·다카키정·고나가이정·다라미정이 합병해 새로운 이사하야시가 성립해, 모리야마정은 소멸하였다.

## 교통

### 철도
- 시마바라 철도
  - 시마바라 철도선

### 도로
- 국도 57호선
- 국도 251호선